# Wharanui
Wharanui est une petite localité située dans la région de Marlborough sur la côte de l’est de l’île du Sud de la Nouvelle-Zélande .

## Situation
Elle est localisée entre les villes de Ward et Kaikoura.
La State Highway 1/S H 1 et la ligne de Chemin de fer de la ligne principale du nord de l’île du sud (en) passent toutes le deux en travers du village.

## Accès
Pendant plus d’une décade, Wharanui fut le terminus sud du chemin de fer, courant du sud de Picton vers la ville de Blenheim.
Le chemin de fer atteignit Wharanui vers 1915. 
Il y eut des tentatives pour continuer la ligne vers le sud via Kaikoura et une autre ligne, qui était construite en direction du nord à partir de Christchurch et avait son terminus  dans la localité de Parnassus, mais la Première guerre mondiale arrêta la construction et Wharanui resta le terminus sud de cette section isolée  venant de Blenheim.
Les travaux au sud à partir de Wharanui ne recommencèrent pas avant 1928, et les délais causés par la Grande Dépression et la deuxième guerre mondiale signifièrent que la ligne ne fut pas terminée avant 1945.
La station de chemin de fer de Wharanui est toujours en fonction aujourd’hui, principalement comme la base sud pour les machines d’assistance à la traction (en) utilisées pour aider les trains lourds sur la ligne à partir de Picton.
Une petite église, qui est localisée dans Wharanui, est appelée l’église d’St Oswald.